# Bloeddrukmeter

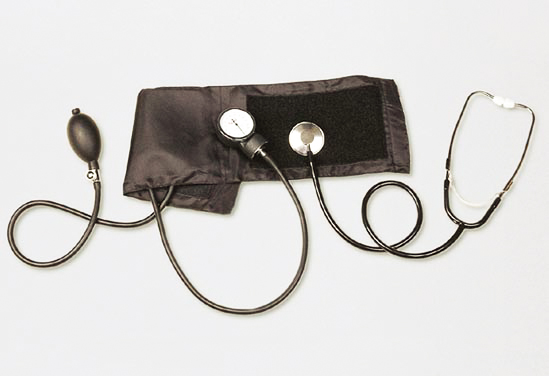
Sfygmomanometer

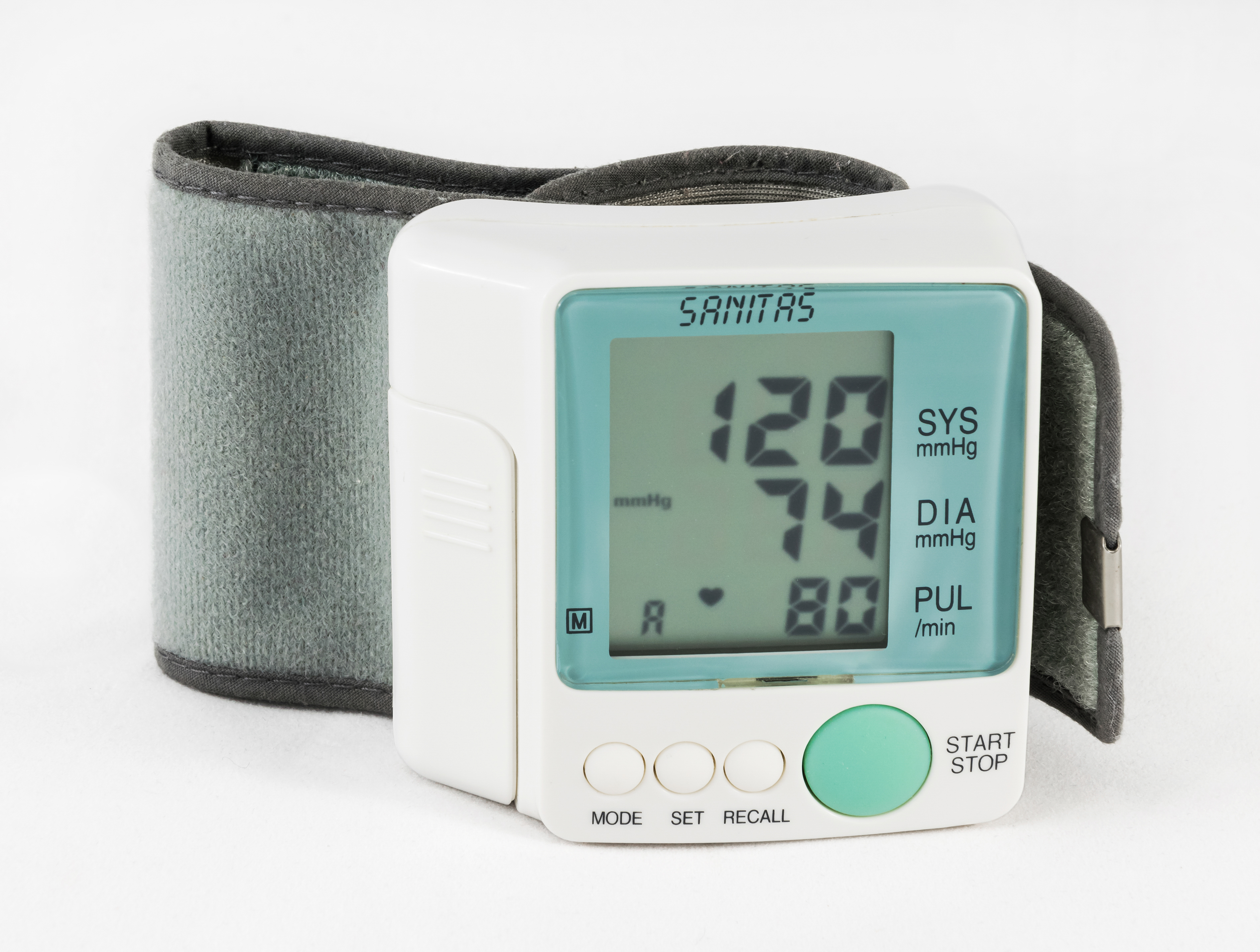
Moderne polsbloeddrukmeter

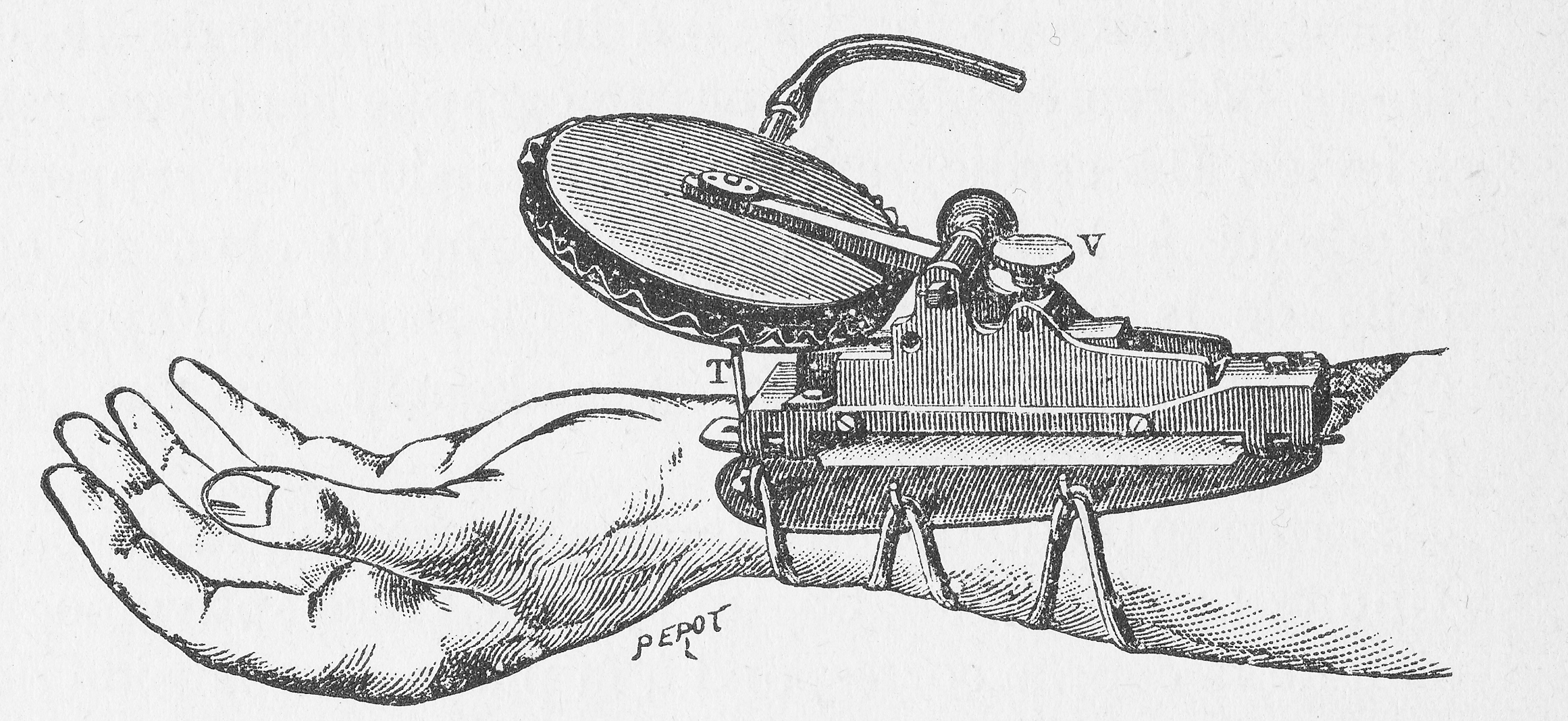
Sfygmomanometer

Een bloeddrukmeter is een apparaat waarmee de bloeddruk gemeten kan worden.
De Italiaanse arts Scipione Riva-Rocci (1863-1937) ontwikkelde, naar het voorbeeld van een in 1891 door de Oostenrijkse hoogleraar Siegfried von Basch (1837-1905) ontwikkeld prototype, als eerste een bloeddrukmeter met manchet om de bloeddruk bij patiënten te meten. De veel gebruikte afkorting 'RR' voor bloeddruk is afgeleid van de naam Riva-Rocci.
In 1854 ontwikkelde de Duitser Karl von Vierordt een apparaat dat, zonder in de bloedvaten te prikken, de polsdruk kan registreren. Zijn sfygmomanometer berustte op het geven van tegendruk van buitenaf. Hoe hoger de druk in de slagader, des te meer tegendruk er nodig is. Dit is ook het principe waarop Riva-Rocci in 1896 zijn bloeddrukmeter baseerde.
Hij verbond een kwikmanometer met een opblaasbare manchet - een uitvinding van de Duitse chirurg Johann von Esmarch ter voorkoming van doodbloeden bij verwondingen en operaties - die hij om de bovenarm bevestigde. De druk in de manometer waarbij de polsslag net niet meer te voelen is, betitelde Riva-Rocca als de bloeddruk. 
Een verfijning van de bloeddrukmeetprodure hield in dat niet de pols gevoeld werd, maar met een stethoscoop geluisterd werd naar wervelingen in de bloedstroom. Na oppompen laat men de manchet langzaam leeglopen terwijl er met de stethoscoop geluisterd wordt naar het geruis van de slagader van de arm, net onder de manchet. Zodra de druk in de manchet zo laag wordt dat bloeddoorstroming mogelijk is, ontstaan er wervelingen in de slagader van de onderarm, die de arts of verpleegkundige hoort met de stethoscoop: de systolische bloeddruk of bovendruk kan nu afgelezen worden op de manometer. Als de arts of verpleegkundige de manchet nog verder leeg laat lopen, verdwijnen de tonen op een gegeven moment weer. De druk op dit moment is de diastolische bloeddruk of onderdruk.
Bij polsbloeddrukmeters dient men te meten met de pols op harthoogte. De arm mag hierbij niet bewegen. Beweging kan de metingen beïnvloeden. Om deze reden wordt het gebruik van een polsbloeddrukmeter in Nederland afgeraden. 
Omdat de meting van de bloeddruk wordt gedaan buiten het lichaam wordt deze niet-invasief genoemd. Er is ook een methode van drukmeting die IN een bloedvat geschiedt en daarom de invasieve methode wordt genoemd.